# 函南町立函南小学校
函南町立函南小学校（かんなみちょうりつ かんなみしょうがっこう）は、静岡県田方郡函南町仁田にある公立小学校。

## 沿革
- 1873年（明治6年）6月20日 - 「第二大学区第一番中学区第八小学校函南学校」として、大土肥妙高寺に開校[1]。
- 1875年（明治8年）12月 - 現在地に移転[1]。
- 1886年（明治19年）5月 - 「尋常小学函南学校」と改称[1]。
- 1887年（明治20年）4月 - 「函南尋常小学校」と改称[1]。
- 1889年（明治25年）6月3日 - 「函南尋常高等小学校」と改称[1]。
- 1941年（昭和16年）4月1日 - 「函南国民学校」と改称[1]。
- 1947年（昭和22年）4月1日 - 「函南村立函南小学校」と改称[1]。
- 1963年（昭和38年）11月3日 - 町制施行に伴い「函南町立函南小学校」と改称。創立90周年記念事業としてプール完成[1]。
- 1973年（昭和48年） - 創立100周年記念誌発行[1]。
- 1976年（昭和51年）4月 - 函南町立東小学校分離[1]。
- 1979年（昭和54年）4月 - 函南町立西小学校分離[1]。
- 1993年（平成5年）10月 - 創立120周年記念航空写真下敷作成[1]。

## 著名な出身者
- 近藤秀一（陸上競技選手）

## 交通アクセス
- 伊豆箱根鉄道駿豆線、伊豆仁田駅から徒歩7分